# رالف ابرکرومبی
رالف ابرکرومبی (انگلیسی: Ralph Abercromby; ۷ اکتبر ۱۷۳۴ – ۲۸ مارس ۱۸۰۱) فرد نظامی اهل پادشاهی متحد بریتانیای کبیر و ایرلند بود. وی همچنین برندهٔ جوایزی همچون نشان حمام شده‌است.